# Joseph Caillot
Joseph Caillot (París, 24 de gener de 1733 - idm. 30 de setembre de 1816), fou un actor i cantant francès que debutà en la Comèdia Italiana el 1760.
La seva agradable fisonomia, la seva veu excepcional i el seu enginy gens comú, el feren un dels actors predilectes del públic francès i li crearen gran reputació. Destacà tan el mateix en el gènere còmic i en el buffo com en el dramàtic i patriòtic, figurant entre les seves creacions més notables les obres: Le Déserteur, La Sorcière, Le Roi et la fermière, Roçe et Colas, Lucile, i Le Huron.
Atacat sovint per la ronquera tingué d'abandonar el teatre el 1772, aconseguint al cap de poc tems de capità de les caseres del comte d'Artois futur Carles X de França. El 1800 assolí el nomenament de membre corresponent de la IV classe de l'Institut.
Parlaren molt bé d'ell el cèlebre escriptor tràgic anglès Garrick, Laharpe, Grimm, que admirava especialment la flexibilitat del seu talent dramàtic, i Grétry, que el considerava el millor intèrpret de les seves obres.